# Saprinus rufulus
Saprinus rufulus är en skalbaggsart som först beskrevs av Franz Faldermann 1835.  Saprinus rufulus ingår i släktet Saprinus och familjen stumpbaggar. Inga underarter finns listade i Catalogue of Life.